# 味間村
味間村（あじまむら）は、兵庫県多紀郡にあった村。現在の丹波篠山市の西部、篠山川の左岸、福知山線・篠山口駅および舞鶴若狭自動車道・丹南篠山口インターチェンジの周辺にあたる。

## 地理
- 山岳：東城山、松尾山、三釈迦山
- 河川：篠山川、安田川、住吉川

## 歴史
- 1889年（明治22年）4月1日 - 町村制の施行により、吹上村（飛地を除く）・吹中村・吹下村・吹新村・網掛村・杉村（飛地を除く）・東古佐村・西吹村・西古佐村・味間北村・味間南村・味間新村・味間奥村・中野村・大沢村・大沢新村および宇土村・牛ヶ瀬村の各飛地の区域をもって発足。
- 1955年（昭和30年）4月15日 - 城南村・古市村・大山村と合併して丹南町が発足。同日味間村廃止。

## 交通

### 鉄道路線
- 日本国有鉄道
  - 福知山線
  - 篠山線
    - 篠山口駅 - 丹波大山駅

### 道路
現在は旧村域に舞鶴若狭自動車道の丹南篠山口インターチェンジが所在するが、当時は未開通。